# Дювинаж, Жанна
Жанна Адриенна Фортюне Огюстина Дювинаж (фр. Jeanne-Adrienne-Fortunée-Augustine Duvinage; 9 июля 1843, Париж — 6 марта 1922) — французская пианистка.
Дочь Шарля Франсуа Теодора Дювинажа (1806—1881), в середине XIX века — второго дирижёра Опера Комик, в дальнейшем железнодорожного чиновника, начальника отделения дороги Париж — Леон. С именем Дювинажа связана история раннего произведения Рихарда Вагнера, увертюры Polonia, рукопись которой Вагнер в 1839 г. передал Дювинажу в надежде на исполнение; исполнение не состоялось, а ноты Вагнер считал утерянными, однако Дювинаж сохранил их, и спустя 30 лет они вернулись к композитору.
Окончила класс сольфеджио Парижской консерватории в 1859 году, игре на фортепиано училась частным образом у Анри Литольфа, посвятившего ей две фортепианные пьесы, «Последняя заря» и «Трильби». Также Жанне Дювинаж посвящена «Осенняя серенада» из Шести романтических пьес Сесиль Шаминад (1890).
С 1872 г. замужем за композитором Теодором Дюбуа. Первая исполнительница посвящённого ей Concerto capriccioso для фортепиано с оркестром (1876). Выступала также как аккомпаниатор, в том числе с Жюлем Гризе. Вместе с супругом на рубеже веков вела «музыкальные воскресенья» в Парижской консерватории.